# Cena Oskara Barnacka

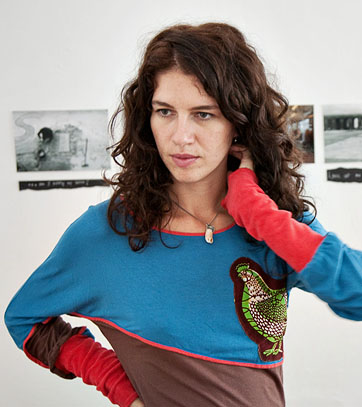
Lucia Nimcová získala cenu v roce 2008 (foto: David Wieck)

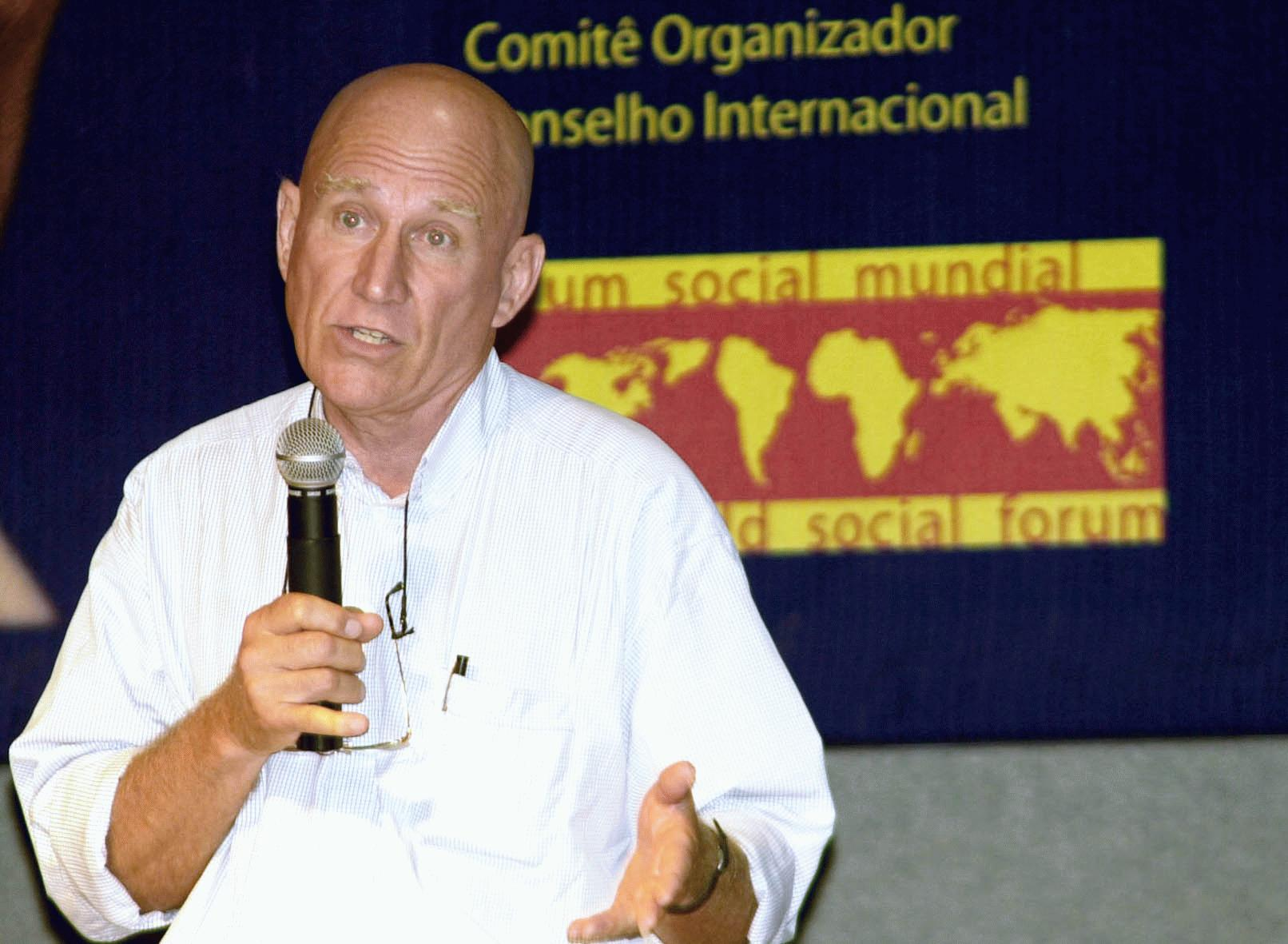
Sebastião Salgado vyhrál cenu dvakrát - v roce 1985 a 1992

Cena Oskara Barnacka (německy Leica Oskar Barnack Preis) je ocenění, které od roku 1979 každoročně uděluje společnost Leica na počest inženýra Oskara Barnacka, vynálezce a otce kinofilmové fotografie na malý formát.

## Historie
Cena Oskara Barnacka je dotována 5000 eur. Výsledky soutěže jsou vyhlašovány každý rok na začátku července, v rámci mezinárodního fotografického festivalu v Arles.

## Seznam vítězů
- 1979: cena byla založena
- 1980: Floris Bergkamp, (Nizozemsko)
- 1981: Björn Larsson, (Švédsko)
- 1982: Wendy Watriss, (USA)
- 1983: Neil McGahee, (USA)
- 1984: Stormi Greener, (USA)
- 1985: Sebastião Salgado (Brazílie)
- 1986: David C. Turnley, (USA)
- 1987: Jeff Share, (USA)
- 1988: Chris Steele-Perkins (Velká Británie)
- 1989: Charles Mason, (USA)
- 1990: Raphaël Gaillarde, (Francie)
- 1991: Barry Lewis (Velká Británie)
- 1992: Sebastião Salgado, (Brazílie)
- 1993: Eugene Richards, (USA)
- 1994: Eugene Richards, (USA)
- 1995: Gianni Berengo Gardin, (Itálie)
- 1996: Larry Towell, (Kanada)
- 1997: Jane Evelyn Atwoodová, (USA)
- 1998: Fabio Ponzio, (Itálie)
- 1999: Claudine Doury, (Francie)
- 2000: Luc Delahaye, (Francie)
- 2001: Bertrand Meunier, (Francie)
- 2002: Narelle Autio, (Austrálie)
- 2003: Andrea Hoyer, (Německo)
- 2004: Peter Granser, (Rakousko)
- 2005: Guy Tillim, (Jihoafrická republika)
- 2006: Tomas Munita, (Čile)
- 2007: Julio Bittencourt, (Brazílie)
- 2008: Lucia Nimcová, (Slovenská republika) za cyklus Unofficial, ve kterém popisovala život na Slovensku po pádu komunismu.
- 2009: Mikhael Subotzky, (Jihoafrická republika)
- 2010: Jens Olof Lasthein, (Švédsko)
- 2011: Jan Grarup, (Dánsko)
- 2012: Frank Hallam Day, (USA)
- 2013: Evgenia Arbugaeva, Rusko, za cyklus Tiksi[1]
- 2014: Martin Kollar za Field trip (nejednoznačností v militarizovaném Izraeli)[2]
- 2015: JH Engström (Švédsko)
- 2016: Scarlett Coten (Francie)
- 2017: Terje Abusdal Slash & Burn[3] a Sergey Melnitchenko – Behind the Scenes[4]
- 2018: Max Pinckers za Red Ink a Mary Gelman za cyklus Svetlana.[5][6]
- 2019: Mustafah Abdulaziz za sérii Water (Voda)[7], USA
- 2020: Luca Locatelli za Future Studies[8] Koncept růstu a lidského vztahu k přírodě a technologiím.
- 2021: Ana María Arévalo Gosen – Días Eternos (Věčné dny), (Venezuela, Španělsko)
- 2022: Kiana Hayeri, Promises Written on the Ice, Left in the Sun[9], Die Zerstörung von Meinungsfreiheit, Frauenrechten und Bildung durch die Taliban in Afghanistan.
  - Valentin Goppel, Between the Years[10], Junge Erwachsene in Zeiten der COVID-19-Pandemie.
- 2023: Ismail Ferdous, Sea Beach[11], Menschen am Strand von Cox’s Bazar.
  - Ziyi Le, New Comer[12], Die Emotion der Orientierungslosigkeit von neu zugezogenen in China.
- 2024: Davide Monteleone (Itálie/Švýcarsko) – Critical Minerals – Geography of Energy, série zkoumá těžbu klíčových surovin pro obnovitelné zdroje energie v Demokratické republice Kongo, Chile a Indonésii.[13]
  - Maria Guțu (Moldavsko) – Homeland, série reflektuje osobní zkušenosti s emigrací rodičů a hledání identity v moldavských vesnicích.[14]
- 2025: ?